# Muridismo
El muridismo son las creencias y prácticas realizadas por la cofradía muridí (yoonu murit en wólof, الطريقة المريدية, Aṭ-Ṭarīqat al-Murīdiyya o simplemente مريدية, Murīdiyya en árabe), una orden islámica sufí, presente especialmente en Senegal y en Gambia, que se ha transnacionalizado con la emigración. Su cuartel general se encuentra en Touba, Senegal. Sus seguidores se llaman muridíes o muradíes, de la palabra árabe murīd, “el que aspira a” o “el que quiere”, pero también “la voluntad”, utilizada generalmente en sufismo para indicar al discípulo de un guía espiritual. 
La cofradía muridí fue fundada en 1883 en Senegal por Amadú Bamba. En la actualidad, pertenecen a ella una sexta parte de los habitantes de Senegal. Su influencia política y económica es muy importante. Abdoulaye Wade, tercer presidente de Senegal (entre 2000 y 2012) era muridí. 
El muridismo está muy influenciada por la cultura africana y especialmente la de los wólof, grupo étnico que abarca casi la mitad de la población de Senegal.

## Teología y organización interna

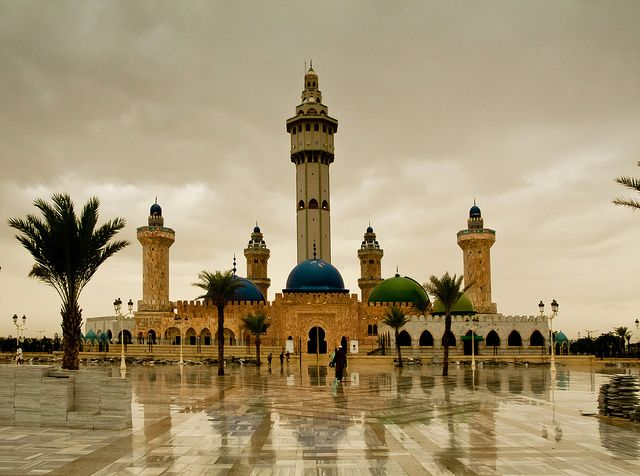
Grande mosquée de Touba

El muridismo fue fundado por el místico Amadú Bamba en un contexto en que la colonización había perturbado en gran medida el equilibrio social. Para reformar la sociedad senegalesa, Amadú Bamba preconiza la ortodoxia frente a las enseñanzas del Corán y la tradición del profeta Mahoma, la adhesión a los preceptos del sufismo y la valoración de la ciencia y del trabajo.
Esta afirmación reposa sobre un hadiz que implicará que Dios envíe un revivificador de la ortodoxia musulmana considerado el heredero espiritual del profeta (qotb o “polo de santidad”) cada cuatrocientos años. Amadú Bamba sería uno de los elegidos.
La teología de los muridíes se inspira en Dios, en la Sunna del Profeta y en el Islam auténtico. Otros grupos musulmanes consideran la devoción extrema a Amadú Bamba y a su línea de sucesores como una forma de idolatría.
Los muridíes, discípulos del morabito Amadú Bamba, asimilan al islam las tradiciones del pueblo wólof. De este modo, santifican el trabajo y le dan suma importancia a las nociones de ayuda mutua y solidaridad. Cada año, numerosos muridíes se entregan a una visita piadosa a la ciudad santa de Touba, en el centro de Senegal. En 2008, realizaron esta visita casi un millón de muridíes.

## Organización

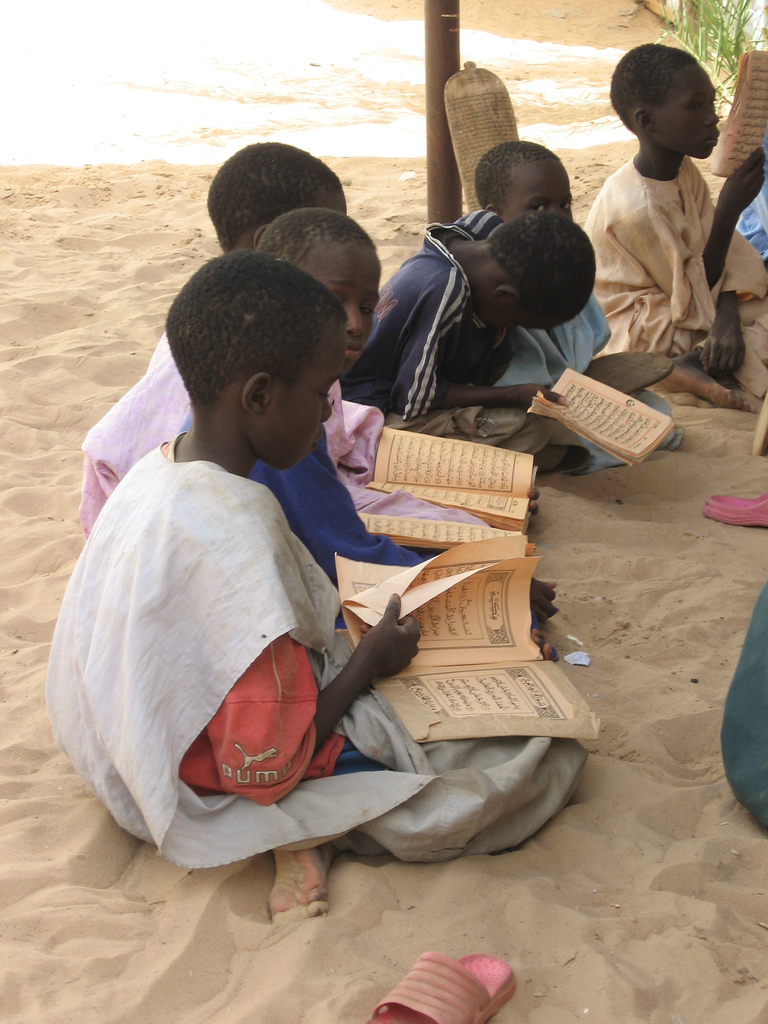
Escuela coránica en Touba

Amadú Bamba (como autoridad religiosa es denominado jeque –cheikh– en árabe y serigne en wólof) predica la doctrina de la santificación por el trabajo. En 1912, organiza la colonización de las tierras de pastoreo del pueblo fulani, más allá del país wólof, en zonas poco controladas por los colonizadores franceses. Los agricultores sin recursos entregan a sus hijos de entre 4 y 14 años, que pasan a llamarse talibés, a las escuelas coránicas, dirigidas por un maestro conocido como marabú o morabito. Estas escuelas, llamadas daaras, estaban situadas en el campo y combinaban la enseñanza con los cultivos estacionales. Los talibés recibían comida y alojamiento durante los meses de lluvia. En aquellos tiempos, los niños eran educados y las escuelas, a modo de granjas, eran autosuficientes.
En las comunidades desarrolladas se cultivaban cacahuetes y los muridíes tenían que trabajar en la recogida de los mismos, de ahí que se les llame moodú-moodú, que suena igual que maní-maní.
En la actualidad, las daaras se han trasladado a las ciudades. Los niños son educados en el Corán, pero en lugar de cultivar las tierras, ejercen la mendicidad por las calles y entregan el dinero a los morabitos.
Con la emigración, las daaras se convierten en comunidades que comparten casa, trabajo, ahorros y recursos. Los inmigrantes recién llegados reciben ayuda en forma de créditos sin intereses de los que ya se han establecido. Es deber de cada muridí recoger y dar trabajo y herramientas a cualquier hermano. No es raro verlos en las grandes ciudades europeas formando parte de las redes de top manta. El maní-maní recién llegado es un daxar (tamarindo en wólof) que debe superar una serie de etapas que forman parte de su desarrollo espiritual hasta adquirir el estatus de goulou (gulú) una vez que se ha asentado y es una referencia para los demás. 
Los muridíes asentados se dedican al comercio internacional de importación-exportación, con empresas que dirigen y cuidan redes de muridíes unidas mediante nodos en las distintas ciudades. Hay mucha diferencia del muridismo practicado en Senegal, donde es muy habitual ver niños mendigando, al practicado en Europa y América, menos ortodoxo, pero de donde procede el dinero que mantiene las comunidades africanas.

## Historia
Enfrentado a la administración colonial por su enorme popularidad, Amadú Bamba fue deportado a Gabón entre 1895 y 1902 y a Mauritania entre 1902 y 1907. A su vuelta a Senegal fue mantenido en arresto domiciliario hasta su muerte en 1927. Tras su desaparición, los califas fueron sus hijos, que le sucedieron por orden de edad, desde el mayor hasta el más joven:
1. Muhamadú Mustafá Mbacké, de 1927 a 1945
2. Muhamadú Fadl Mbacké, de 1945 a 1968
3. Abdul Ahad Mbacké, de 1968 a 1989
4. Abdú Jadr Mbacké, de 1989 a 1990
5. Salih Mbacké, de 1990 a 2007
6. Muhamadú Amin Bará Falilú Mbacké, de 2007 a 2010
7. Sidy Al Mojtar Mbacké, de 2010 a 2018
8. Mountakha Mbacké desde el 10 de enero de 2018

Como autoridades religiosas se les denomina jeques o serignes, pero en realidad son grandes morabitos (Grand Marabout), descendientes directos de Amadú Bamba. Debido a la estructura piramidal del muridismo, hay una escala jerárquica de morabitos de menor importancia regionales.
Después de la muerte del jeque Salih Mbacké, el último califa hijo de Amadú Bamba, heredan el título de Gran Marabú sus nietos, el más viejo de los cuales es el jeque Amin Bará, conocido como hadji Bará. El actual califa nació en 1923.

## Heterodoxia
Uno de los discípulos más célebres de Amadú Bamba fue el jeque Ibrahima Fall, quien creó una comunidad denominada Baye Fall (Baay Faal), que sustituye el trabajo manual, la mendicidad y la abnegación por una piedad más común que incluye la práctica de las plegarias y el ayuno, lo que le ha válido las críticas de una parte del resto de musulmanes. Debido a sus cabellos largos y sus rastas, se les confunde fácilmente con los rastafaris.

## Filmografía
- La Confrérie des Mourides es un documental realizado por Samba Félix Ndiaye en 1976.

- Datos: Q1953724
- Multimedia: Muridiyyah / Q1953724